# Новомариинка
Но́вомарии́нка — село в Первомайском районе Томской области России. Является административным центром Новомариинского сельского поселения.

## География
Посёлок расположен на юге Первомайского района, на берегу реки Куендат. Расстояние до райцентра — 20 км.

## История
В 1926 году деревня Ново-Мариинская состояла из 143 хозяйств, основное население — украинцы. Центр Ново-Мариинского сельсовета Зачулымского района Томского округа Сибирского края.
Согласно Закону Томской области от 10 сентября 2004 года № 204-ОЗ село возглавило Новомариинское сельское поселение.

## Население
| 1926 | 2002 | 2010 | 2012 | 2013 | 2014 | 2015 |
| ---- | ---- | ---- | ---- | ---- | ---- | ---- |
| 671  | ↘308 | ↘235 | →235 | ↗238 | ↘237 | ↘234 |
| 2021 |      |      |      |      |      |      |
| ↘187 |      |      |      |      |      |      |

## Социальная сфера и экономика
В селе есть библиотека. Работает фельдшерско-акушерский пункт.
Основу экономической жизни села составляют сельское и лесное хозяйство. Услуги ЖКХ предоставляют ООО КС «Новомариинское» и МУП «Новомариинское». Действует производство по переработке мяса.

## Местная власть
Новомариинским сельским поселением руководят глава поселения (Сергей Леонидович Чижагов) и Совет.